# Kari Karhunen
Kari Karhunen (1915–1992) was een Finse wiskundige op het gebied van de kansrekening en wiskundige statistiek. Hij is bekend van de  stelling van Karhunen-Loève, van de hand van Michel Loève, mede naar hem genoemd omdat hij over het betrokken onderwerp in 1947 publiceerde.
Karhunen promoveerde in 1947 aan de universiteit van Helsinki in Finland. De titel van zijn in het Duits geschreven proefschrift was Über lineare Methoden in der Wahrscheinlichkeitsrechnung. Zijn begeleider was de Finse hoogleraar wiskunde Rolf Nevanlinna.
Karhunen was als lector verbonden aan de universiteit van Helsinki voordat hij de academische wereld verliet voor een aanstelling bij de verzekeringsmaatschappij 'Suomi'.
Karhunen was in 1955 lid van de Finse commissie voor wiskundige machines, die de eerste Finse computer ESKO ontwikkelde.